# John C. Garand

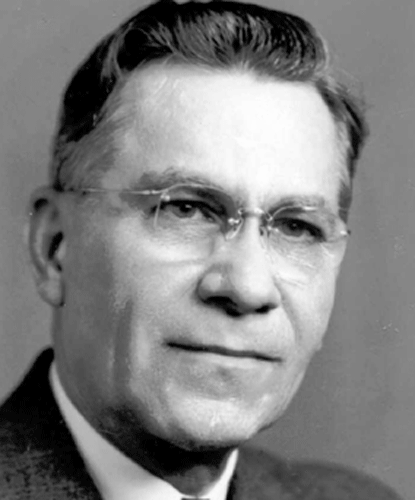
John C. Garand

John Cantius Garand (* 1. Januar 1888 in St. Rémi (Kanada); † 16. Februar 1974 in Springfield (Massachusetts)) war der Waffenkonstrukteur, der das erste halbautomatische Selbstladegewehr einwickelt hat, das bei den amerikanischen Streitkräften eingesetzt wurde, das M1 Garand.
Schon als Kind zog er nach Connecticut in den Vereinigten Staaten um und besuchte dort die Schule, bis er 12 Jahre alt war. Anschließend nahm er eine Stelle in einer Textilfabrik an, in der er später auch zum Maschinisten aufstieg.
Ab 1919 arbeitete er für die Springfield Armory und wurde damit beauftragt, ein Selbstladegewehr für die US Army zu entwickeln. 15 Jahre später war er damit fertig und 1934 wurde das Gewehr schließlich patentiert.
Für seine Verdienste bei Springfield Armory erhielt er 1941 die Medal for Meritorious Service, eine der höchsten Auszeichnungen für zivile Staatsangestellte, welche für herausragende Verdienste verliehen wird. 1944 erhielt er die Medal for Merit, welche ebenfalls für herausragende Dienste verliehen wird.
Garand erhielt für das Gewehr nie Lizenzgebühren oder der gleichen. Der Plan, ihm für seine Verdienste 100.000 $ als Anerkennung zu überreichen, wurde dem Kongress zwar übergeben, scheiterte jedoch. Garand blieb bis zu seinem Ruhestand, im Jahr 1953, in einer beratenden Position innerhalb der Firma tätig.